# Planeta d'heli
Un planeta d'heli és un tipus teòric de planeta que potencialment es pot formar a partir d'estels nans blancs de massa baixa, en aquest cas el planeta conté poc d'hidrogen (en contrast, els planetes gegants de gas com Júpiter i Saturn consisteixen principalment en hidrogen i heli). Els planetes d'heli es podrien formar de diverses maneres. Gliese 436 b és un possible planeta d'heli.

## Origen
Un possible escenari consisteix en AM CVn, un tipus d'estels binaris simbiòtics compostos per dos nuclis d'heli d'estels nans blancs envoltats per un disc d'acreció circumbinari d'heli format durant la transferència de massa de la menys massiva a la nana blanca més massiva. Després de perdre la major part de la seva massa, la nana blanca menys massiva pot aproximar-se a la massa planetària.
Els planetes d'heli es prediu que seran de diàmetre i de massa més o menys similar als planetes d'hidrogen.